# اقتصاد جورجيا

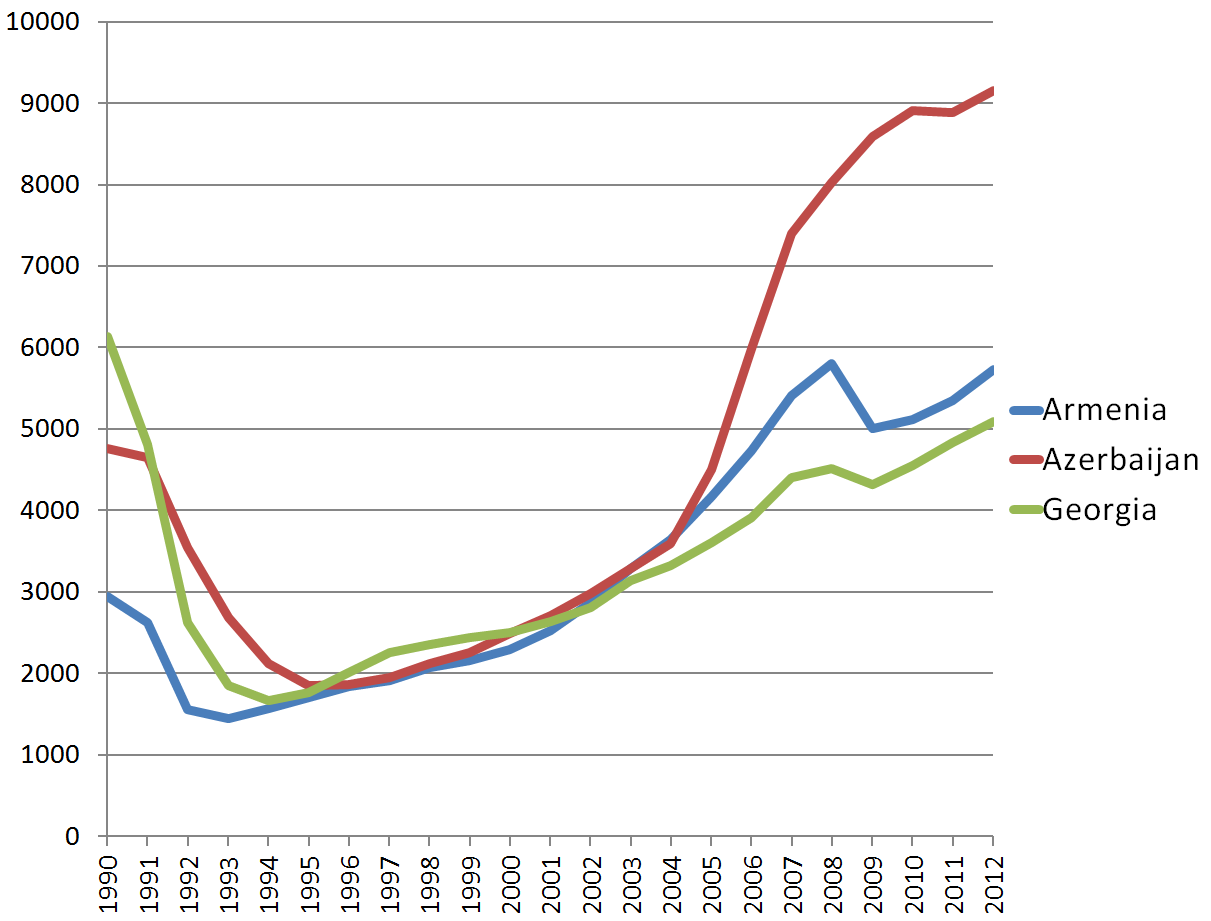
الناتج المحلي الإجمالي للفرد (PPP, 2005 الأسعار الثابتة، دولار أمريكي) تقييم في PPPالقوقاز، بلاد في أعوام 1990–2011

اقتصاد جورجيا هو اقتصاد سوق حر ناشئ. انخفض الناتج المحلي الإجمالي بشكل حاد بعد انهيار الاتحاد السوفييتي إلا أنه عاد للانتعاش في منتصف العقد الأول من القرن العشرين، وكان نموه على نحو مضاعف بفضل الإصلاحات الاقتصادية والديمقراطية التي أحدثتها ثورة الزهور السلمية. واصلت جورجيا المُضي قدمًا في تقدمها الاقتصادي منذ، «التحول من دولة شبه فاشلة في عام 2003 إلى اقتصاد سوق جيد الأداء نسبيًا في عام 2014». في عام 2007، أطلق البنك الدولي على جورجيا لقب المُصلح الاقتصادي الأول في العالم، كما واصل تصنيف البلاد باستمرار في صدارة مؤشر سهولة ممارسة الأعمال الصادر عنه.
يُدعم الاقتصاد الجورجي بفضل بيئة نسبية من الحرية والشفافية في البلاد. وفقًا لتقرير منظمة الشفافية الدولية لعام 2018، فإن جورجيا هي الدولة الأقل فسادًا في منطقة البحر الأسود، متفوقةً بذلك على جميع جيرانها المباشرين، وأيضًا على دول الاتحاد الأوروبي المجاورة. في ظل بيئة إعلامية مختلطة، تُعد جورجيا أيضًا البلد الوحيد في جوارها المباشر حيث لا تُعد فيه الصحافة غير حرة.
منذ عام 2014، أصبحت جورجيا جزءًا من منطقة التجارة الحرة للاتحاد الأوروبي، مع بقاء الاتحاد الأوروبي في صدارة قائمة أكبر الشركاء التجاريين للبلاد، إذ يُمثل أكثر من ربع إجمالي حجم التجارة في جورجيا. في أعقاب المعاهدة التجارية للاتحاد الأوروبي، تميّز عام 2015 بزيادة إضافية في التجارة الثنائية، بالتوازي مع الانخفاض الحاد للتجارة مع رابطة الدول المستقلة (سي أي إس).
حلّت جورجيا في المرتبة 65 في مؤشر الابتكار العالمي عام 2023، متراجعة من المرتبة 48 عام 2019، إلا أنها قفزت قفزة كبيرة في مؤشر عام 2024 حيث تقدّمت للمركز 57.

## التاريخ الاقتصادي
قبل القرن العشرين كان الاقتصاد الجورجي اقتصادًا زراعيًا بصورة عامة.
كان الاقتصاد الجورجي الحديث يتمحور حول سياحة البحر الأسود، وزراعة ثمار الحمضيات، والشاي، والعنب؛ وتعدين المنغنيز والنحاس؛ وعلى ناتج القطاع الصناعي الضخم الذي يُنتج المعادن، بالإضافة إلى النبيذ، والمكائن، والمواد الكيميائية، والمنسوجات.
كالعديد من دول ما بعد الاتحاد السوفييتي، مرّت جورجيا بمرحلة من التراجع الاقتصادي الحادّ خلال فترة تسعينيات القرن الماضي، ترافقت هذه المرحلة بارتفاع في التضخم وعجز كبير في الميزانية، جراء التهرب الضريبي المستمر. في عام 1966 ارتفع العجز في ميزانية جورجيا لنحو 6.2% ولعبت في تلك الفترة المؤسسات المالية الدولية دورًا حاسمًا في الحسابات المتعلقة بميزانية جورجيا. في عام 1997، بلغ إجمالي المنح والقروض الثنائية والمتعددة الأطراف 116.4 مليون لاري جورجي؛ وفي عام 1998 بلغ مجموعها نحو 182.8 مليون لاري.
وضعت النزاعات الانفصالية في أبخازيا وأوسيتيا الجنوبية، ومقاومة الإصلاحات من قِبل بعض الفصائل الفاسدة والرجعية، والأزمة المالية الآسيوية في عام 1997، العصا في دولاب الانتعاش الاقتصادي لجورجيا. في عهد الرئيس إدوارد شيفردنادزه (خلال مدة حكمه بين عامي 1995 و2003)، أحرزت الحكومة أيضًا بعض التقدم على صعيد الإصلاحات الأساسية للسوق: إذ حررت جميع الأسعار ومعظم التجارة، وأدخلت عملة وطنية مستقرة (اللاري الجورجي)، كما قلّصت حجم الحكومة بشكل كبير.
خلال فترة أواخر التسعينيات من القرن الماضي، خُصخصت أكثر من 10.500 شركة صغيرة، وعلى الرغم من أن عملية خصخصة الشركات الكبيرة والمتوسطة كانت تتسم بالبطء، فقد أُنشئت أكثر من 1200 شركة متوسطة وكبيرة الحجم كشركات مساهمة. انخفض عدد الشركات التي تحكم عليها الدولة قبضتها بفضل قانون ومرسوم يحدد الأسس والإجراءات القانونية لخصخصة ممتلكات الدولة.
شرعت الولايات المتحدة بمساعدة جورجيا بعملية الإصلاح بعد فترة وجيزة من استقلال البلاد عن الاتحاد السوفييتي. تحول التركيز تدريجيًا من الجانب الإنساني إلى الجانب التقني وبرامج بناء المؤسسات. استُكمل توفير المستشارين القانونيين والفنيين بفضل فرص تدريبية أُتيحت لأعضاء البرلمان، وموظفي إنقاذ القانون، والمستشارين الاقتصاديين.

## البطالة
كانت البطالة مشكلة مستمرة في جورجيا منذ حصول البلاد على الاستقلال في عام 1991. وفقًا لمكتب الإحصاء الوطني الجورجي بلغ معدل البطالة 16.9٪ في عام 2013 وانخفض إلى 11.6٪ في عام 2019.
يعيش ما يقرب من نصف سكان جورجيا في المناطق الريفية، حيث توفر الزراعة منخفضة الكثافة المصدر الرئيسي لكسب الرزق. تدرج دائرة الإحصاء الجورجية الأفراد العاملين في الزراعة في فئة العاملين لحسابهم الخاص. أدرج 416,900 شخص في 2007 على أنهم يعملون لحسابهم الخاص. ويصنف أفراد الأسرة الذين يساعدون في زراعة الأرض على أنهم عمال شركة عائلية غير مدفوعي الأجر. ينتج عن استخدام هذه المنهجية معدلات بطالة منخفضة نسبيًا في المناطق الريفية عن المناطق الحضرية وفي تبليسي. تظهر الدول المجاورة نتائج متشابهة إلى حد ما. على سبيل المثال، كان معدل البطالة في أرمينيا 18.26٪ في عام 2015، وهو 532,644 شخصًا.
|                          | 2014  | 2015    | 2016    | 2017    | 2018    | 2019    | 2020    |
| ------------------------ | ----- | ------- | ------- | ------- | ------- | ------- | ------- |
| قوة العمل                | 1,629 | 1,675.6 | 1,653.8 | 1,641.4 | 1,605.2 | 1,572.8 | 1,523.7 |
| المشتغلون بالآلاف        | 1,255 | 1,308.5 | 1,294.5 | 1,286.9 | 1,296.2 | 1,295.9 | 1,241.8 |
| البطالة                  | 374   | 367.2   | 359.2   | 354.5   | 309.0   | 276.9   | 281.9   |
| معدل البطالة، نسبة مئوية | 23.0  | 21.9    | 21.7    | 21.6    | 19.2    | 17.6    | 18.5    |

## مزيد من القراءة
- Gugushvili, Alexi: "Understanding Poverty in Georgia" in the Caucasus Analytical Digerst No.34

## الملاحظات
1. ↑  تغطي البيانات الدين الحكومي العام وتشمل أدوات الدين الصادرة (أو المملوكة) من قبل كيانات حكومية بخلاف الخزانة؛ تتضمن البيانات ديون الخزانة التي بحوزة كيانات أجنبية؛ تشمل البيانات الديون الصادرة عن الكيانات دون الوطنية؛ لا تحتفظ جورجيا بالديون الحكومية أو الصناديق الاجتماعية.